# Klute (cràter)

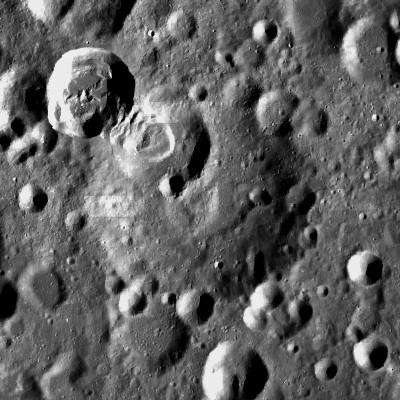
Fotografia de la missió Lunar Reconnaissance Orbiter

Klute és un cràter d'impacte situat en la cara oculta de la Lluna. Es troba al sud-est de la plana emmurallada del cràter de major grandària Fowler, i a l'est del cràter Gadomski.

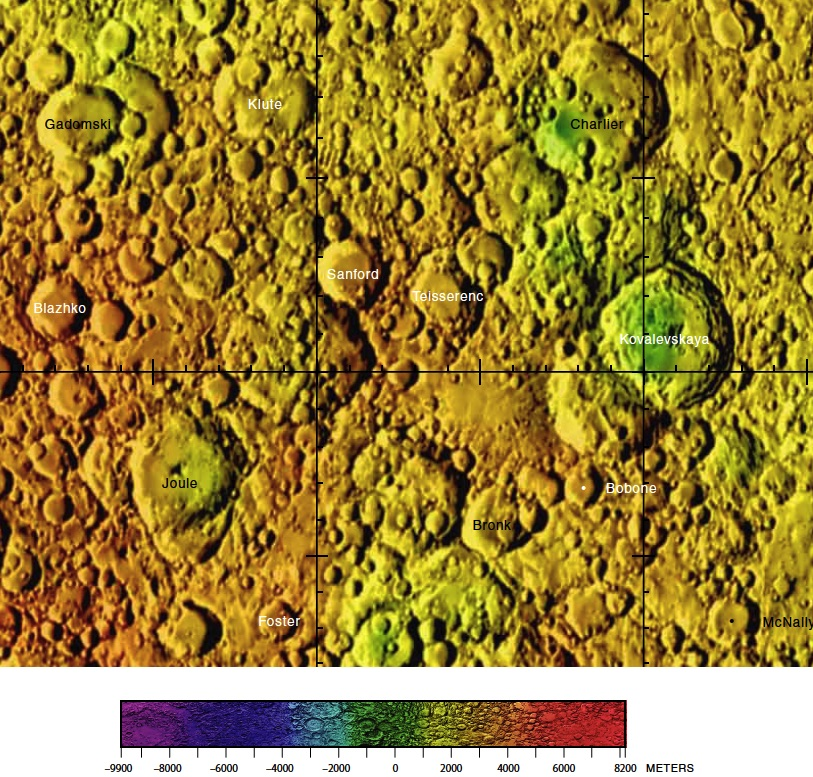
Localització de Klute (Quadrant superior esquerre de la imatge)

Es tracta d'un cràter fortament desgastat, amb múltiples cràters més petits en la vora exterior. El cràter satèl·lit Klute W va impactar al nord-oest de Klute, produint una gran depressió o lliscament de terres, provocant el flux de materials cap al cràter sense nom situat dins de Klute. La resta del sòl és una plana irregular, amb diversos petits cràters erosionats.
Aquest cràter va rebre el nom de Daniel Klute, un científic que va contribuir a desenvolupar motors per al coet Saturn V abans de morir en 1964.

## Cràters satèl·lit
Per convenció aquests elements són identificats en els mapes lunars posant la lletra en el costat del punt mitjà del cràter que està més prop de Klute.
|       | \| Klute \| Coordenades \| Diàmetre \| \| ----- \| -------------------------------------- \| -------- \| \| M \| 35° 06′ N, 141° 06′ O / 35.1°N,141.1°O \| 24 km \| \| W \| 38° 12′ N, 143° 00′ O / 38.2°N,143.0°O \| 13 km \| \| X \| 39° 30′ N, 143° 00′ O / 39.5°N,143.0°O \| 40 km \| |          |
| Klute | Coordenades | Diàmetre |
| M     | 35° 06′ N, 141° 06′ O / 35.1°N,141.1°O | 24 km    |
| W     | 38° 12′ N, 143° 00′ O / 38.2°N,143.0°O | 13 km    |
| X     | 39° 30′ N, 143° 00′ O / 39.5°N,143.0°O | 40 km    |